# Tadeusz Sikorski
Tadeusz Sikorski (22. května 1851 Borusowa – 29. ledna 1937 Krakov) byl rakouský vysokoškolský pedagog, odborník na vodohospodářské inženýrství a politik polské národnosti z Haliče, na počátku 20. století poslanec Říšské rady.

## Biografie
Pocházel z rodiny inspektora statků. Vychodil gymnázium a polytechniku ve Lvově.
V době svého působení v parlamentu se uvádí jako univerzitní profesor v Krakově. Byl profesorem zemědělského inženýrství a odborníkem na vodohospodářské a meliorační stavby. Po absolvování školy pracoval od roku 1879 na melioračních projektech v zemském melioračním úřadu Lvově a Tarnówě. V roce 1899 nastoupil na katedru zemědělského inženýrství na zemědělské škole při Jagellonské univerzitě. V letech 1914/1915 – 1919/1920 vedl tuto školu, která se od roku 1923 stala samostatnou fakultou univerzity. V roce 1929 získal Řád Polonia Restituta.
Působil také coby poslanec Říšské rady (celostátního parlamentu Předlitavska), kam usedl ve volbách do Říšské rady roku 1907, konaných poprvé podle všeobecného a rovného volebního práva. Byl zvolen za obvod Halič 09.
Byl uváděn jako polský národní demokrat, kteří byli ideologicky napojeni na politický směr Endecja, popřípadě jako polský pokrokový demokrat. Po volbách roku 1907 byl na Říšské radě členem poslaneckého Polského klubu.
Zemřel v lednu 1937.